# Dactylopusia tisboides
Dactylopusia tisboides är en kräftdjursart som först beskrevs av Claus 1863. Enligt Catalogue of Life ingår Dactylopusia tisboides i släktet Dactylopusia och familjen Thalestridae, men enligt Dyntaxa är tillhörigheten istället släktet Dactylopusia och familjen Dactylopusiidae. Arten är reproducerande i Sverige. Inga underarter finns listade i Catalogue of Life.